# NGC 6480
NGC 6480 est un groupe d'étoiles située dans la constellation du Scorpion. L'astronome britannique John Herschel a enregistré la position de ce groupe le 27 juin 1886 